# William Bradshaw (homme politique)
Pour les articles homonymes, voir William Bradshaw et Bradshaw.
William Peter Bradshaw, baron Bradshaw (né le 9 septembre 1936), communément connu sous le nom de Bill Bradshaw, est un universitaire et homme politique britannique. Membre libéral démocrate de la Chambre des lords, il est également conseiller de comté dans l'Oxfordshire de 1993 jusqu'à sa démission en janvier 2008. 

## Biographie
Fils de Leonard et Ivy Bradshaw, il fait ses études à la Slough Grammar School et à l'Université de Reading. Il épouse Jill Hayward en 1957, dont il a deux enfants. Après la mort de Jill en 2002, il épouse Diana Ayris en 2003. 
Après le service national de 1957 à 1959, il travaille pour British Rail de 1959 à 1985, commençant comme stagiaire en gestion dans la région de l'Ouest et accédant au poste de directeur de l'Unité des politiques en 1980, et de directeur général de la British Rail Western Region en 1983. 
Après avoir quitté British Rail, il est professeur de gestion des transports à l'Université de Salford de 1986 à 1992, membre du Wolfson College d'Oxford et président d'Ulsterbus et Citybus Ltd à Belfast de 1987 à 1993. Il est conseiller spécial du Comité spécial des transports de la Chambre des communes de 1992 à 1997. 
Il est créé un pair à vie avec le titre de baron Bradshaw, de Wallingford dans le comté d'Oxfordshire le 22 juillet 1999. 